# Mallos gertschi
Mallos gertschi là một loài nhện trong họ Dictynidae.
Loài này thuộc chi Mallos. Mallos gertschi được miêu tả năm 1997 bởi Bond & Opell.